# А завтра весь мир
А завтра весь мир (нем. Und morgen die ganze Welt) — немецко-французский политический драматический фильм 2020 года режиссера Джулии вон Хайнц. Премьера состоялась в рамках конкурса 77-го Венецианского международного кинофестиваля . Он был выбран в качестве немецкой заявки на лучший международный художественный фильм на 93-й церемонии вручения премии Оскар .

## Сюжет
Луиза, 20-летняя студентка юридического факультета из очень обеспеченной семьи, присоединяется к движению «Антифа», потому что она против подъема политических правых в Германии.
Сюжет частично навеян биографией режиссера Юлии фон Хайнц, которая сама была членом Антифа, когда она была моложе.

## В ролях
- Мала Эмде в роли Луизы
- Ноа Сааведра в роли Альфы
- Тонио Шнайдер в роли Ленора
- Луиза-Селин Гаффрон в роли Батте
- Андреас Луст в роли Дитмара
- Надин Заутер в роли Пеппы
- Иви Лиссбак в роли Лео
- Хуссейн Элираки в роли Нинджа
- Эдди Ирле в роли Герберта Концельмана
- Фредерик Ботт в роли Козимы Штёц
- Констанце Вайниг в роли студента
- Роберт Беста в роли Штефана Нимана
- Виктория Трауттмансдорфф в роли матери Луизы
- Михаэль Виттенборн в роли отца Луизы

## Кинопроизводство
Продюсерами фильма выступили кинокомпании Seven Elephants, Kings & Queens Filmproduktion и Haïku Films от имени общественных вещательных каналов Südwestrundfunk, Westdeutscher Rundfunk, Bayerischer Rundfunk и Arte . Он получил финансовую поддержку от FilmFernsehFonds Bayern, Medienboard Берлин-Бранденбург, Национального центра кино и изображений анимэ, Minitraité, Medien- und Filmgesellschaft Baden-Württemberg, Deutscher Filmförderfonds и Filmförderungs. Финансовая поддержка Filmförderungsanstalt составила 310 000 евро.